# Herrera (provins)

Provinsens läge i Panama.

Provinsens flagga.

Provinsen Herrera (Provincia de Herrera) är en av Panamas 9 provinser. Provinsen skapades den 18 januari 1915.

## Geografi
Herrera har en yta på cirka 2 341 km² med cirka 107 900 invånare. Befolkningstätheten är 46 invånare/km².
Huvudorten är Chitré med cirka 40 000 invånare.

## Förvaltning
Provinsen förvaltas av en Gobernador (guvernör), ISO 3166-2-koden är "PA-06".
Herrera är underdelad i 7 distritos (distrikt) och 48 corregimientos (division):
- Chitré: 87 km² med

Chitré, La Arena, Monagrillo, Llano Bonito, San Juan Bautista
- Las Minas: 442 km² med

Las Minas, Chepo, Chumical, El Toro, Leones, Quebrada del Rosario, Quebrada El Ciprián
- Los Pozos: 386 km² med

Los Pozos, El Capurí, El Calabacito, El Cedro, La Arena, La Pitaloza, Los Cerritos, Los Cerros de Paja, Las Llanas
- Ocú: 619 km² med

Ocú, Cerro Largo, Los Llanos, Llano Grande, Peñas Chatas, El Tijera, Menchaca
- Parita: 353 km² med

Parita, Cabuya, Los Castillos, Llano de la Cruz, París, Portobelillo, Potuga
- Pesé: 289 km² med

Pesé, Las Cabras, El Pájaro, El Barrero, El Pedregoso, El Ciruelo, Sabana Grande, Rincón Hondo
- Santa María: 159 km² med

Santa María, Chupampa, El Rincón, El Limón, Los Canelos